# Volva (mythologie)

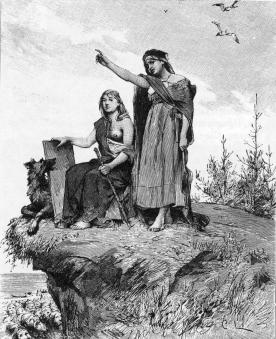
Gróa en Heiðr in deze illustratie van een 19e-eeuwse Zweedse vertaling van de Poëtische Edda.

Völva of volva, wolwa (ook vala of veleta en soms gelijkgesteld met Spákona) is een term uit de oernoordse cultuur van Kelten en Germanen en duidde in de IJzertijd tot in de Middeleeuwen een sjamanistische zieneres in de heidense samenleving aan. Er wordt vaak naar haar verwezen in de Noordse mythologie. Bij de Kelten of Galliërs werd de zieneres meestal veleta genoemd.
Als zieneres was de völva (veleta) een sjamanka die in trance liederen zong, bezweringen uitsprak en het lot voorspelde van de aanwezigen. Ze zou zowel het verleden als de toekomst kunnen verklaren.
De völva werd als fjölkunnig (volkundig, 'kundig in veel') beschouwd, wat wil zeggen, dat zij naast het bezit van nog andere kennis en kunde, zowel de kunsten van seiðr en spá als die van galdr machtig was.
Zulke zieneressen/priesteressen worden voor het eerst beschreven in Romeinse verslagen over de Cimbri. Daarin wordt vermeld dat ze zich bezighielden met het offeren van krijgsgevangenen.
Julius Caesar vermeldt in zijn De Bello Gallico dat Germaanse zieneressen het moment voor de strijd kozen en ook Tacitus verwijst naar dergelijke invloedrijke vrouwen en met name naar Veleda. Voorts worden Gotische priesteressen vermeld door Jordanes en de Lombardische historicus Paulus Diaconus.
Archeologische opgravingen bevestigen dat het om vooraanstaande vrouwen met hoog aanzien ging.

## Terminologie en etymologie
Het Oudnoordse vǫlva betekent "spinrok (of toverstaf) dragend" of "draagster van een (magische) staf" en gaat voort op het Protogermaans *walwōn, afgeleid van een woord voor "staf" (ON vǫlr). Vala, daarentegen, is een literaire vorm gebaseerd op Völva.
Een spákona (met een Oudengels verwant woord spæwīfe) is een "profetes", van het ON woord spá dat refereert aan profetie, voortgezet in het Protogermaanse *spah- en de PIE wortel *(s)peḱ, is bijgevolg verwant aan het Latijn spiciō (“ik zie”) en Sanskrit spáśati en páśyati (“ziet”, etc.).
Als beoefenaarster van seiðr is zij een seiðkona (letterlijk "seidvrouw").

## Taak

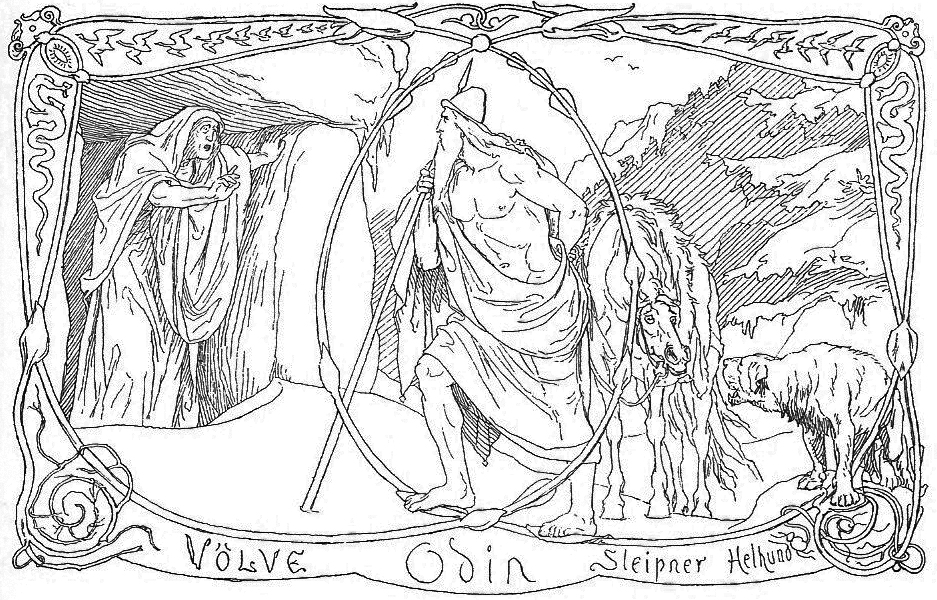
Baldrs draumar; Völva, Odin, Sleipnir en een hellehond (1895) door Lorenz Frølich

Völvas waren degenen die de kennis en kunde bezaten omtrent seiðr, spá en galdr, praktijken waar sjamanisme, hekserij, profetie en andere vormen van autochtone magie aan te pas kwamen. Seiðr had met name bij de mannen op zeker moment de connotatie van ergi (onmannelijk), al waren er ook mannelijke heksen.
Uit historische en mythologische beschrijvingen blijkt dat Völvas sociaal zeer hoog gewaardeerd werden. Hun macht was zelfs dusdanig groot, dat zelfs de vader van de goden, Odin bij een (goddelijke) Völva te rade ging, om te laten voorspellen wat er van zijn wereldse schepping en de goden zelf ooit zou geworden. Dit verhaal is bewaard in de Völuspá, wat zich laat vertalen als "voorspelling van de Völva".
Voorbeelden van Völvas uit de Noordse literatuur zijn de zieneres Heiðr (Heidi) in de Völuspá, Gróa in Svipdagsmál, Thorbjörg in de Sage van Erik de Rode en Huld in bijvoorbeeld de Ynglinga sage.

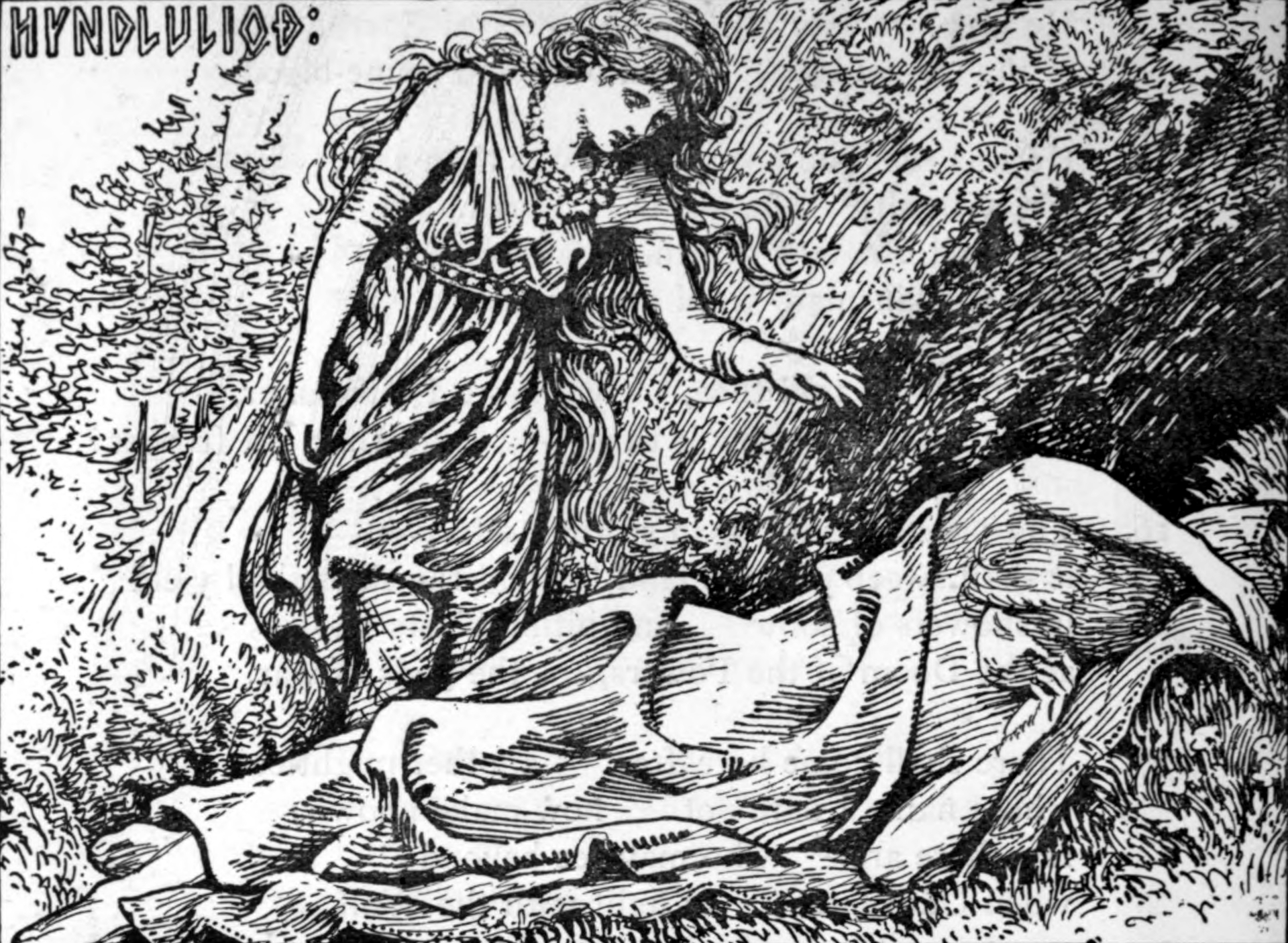
Hyndluljóð; Freya maakt Hyndla wakker (1908) door W.G. Collingwood

De Völvas werden niet als geheel ongevaarlijk beschouwd
De godin die als meest begaafd in magie werd aangezien was Freya. Zij was niet enkel godin van de liefde en de vruchtbaarheid, maar evengoed een oorlogsgodheid die angstgeschreeuw, bloed en dood veroorzaakte als het moest. Wat zij in de godenwereld Asgaard bewerkstelligde, probeerden de Völvas in Midgard, de mensenwereld, te doen. Haar wapen was niet de speer, de bijl of het zwaard. Zij regelde de strijd met andere wapens, zoals het spinrok.
(zie de sectie Toverstok en weven onderaan).

## Mythische verwijzingen

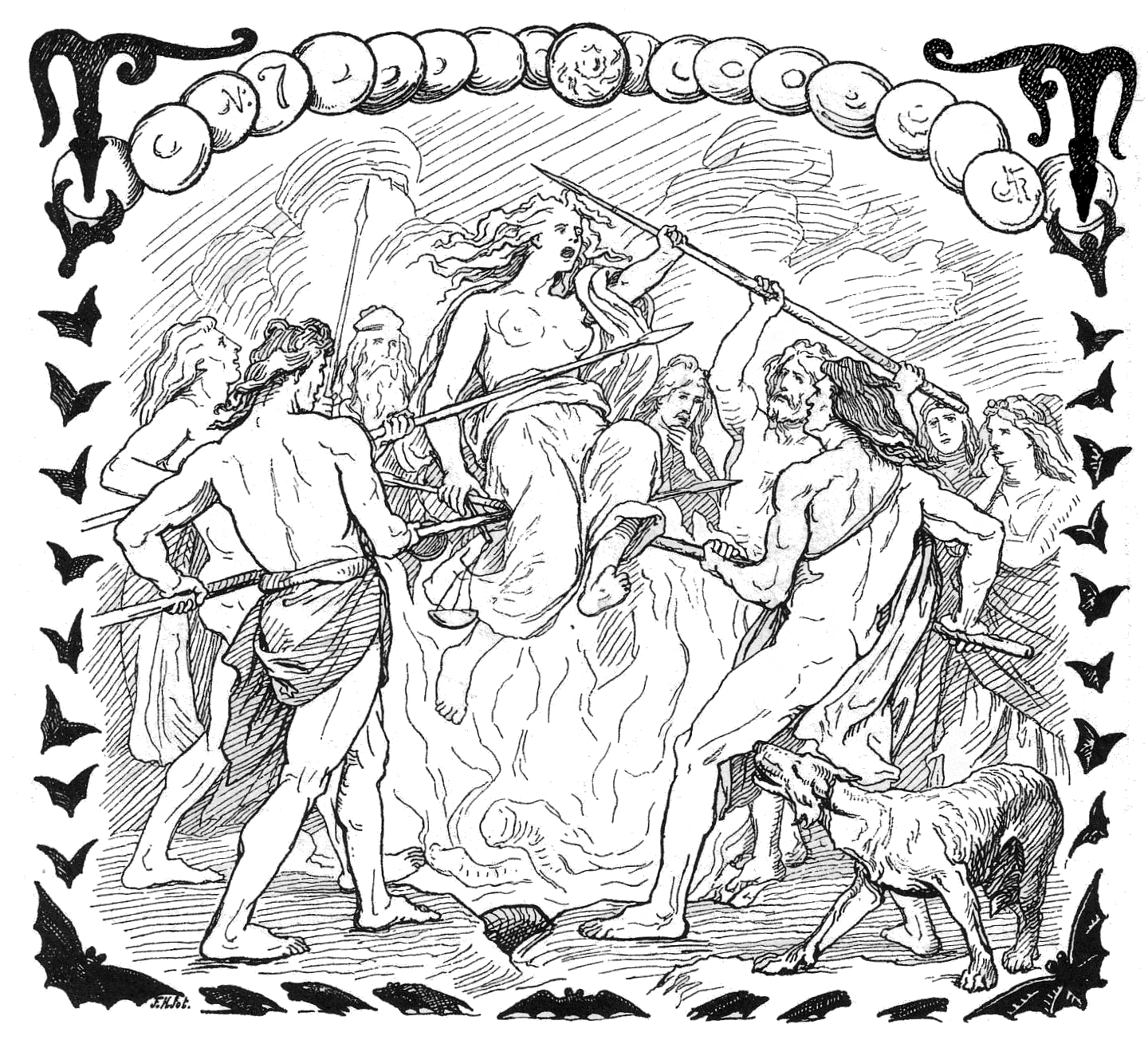
Gullveig wordt op speren boven een vuur gehangen door de Asen (1895) door Lorenz Frølich

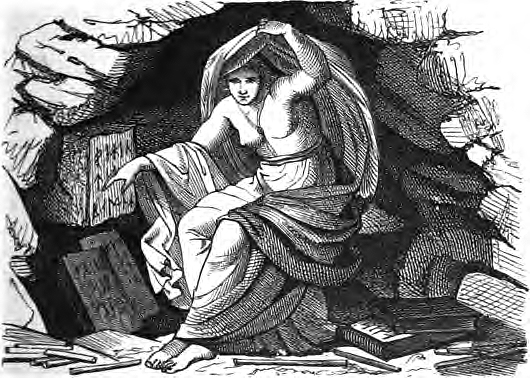
Gróa in haar grafheuvel (1882) door Carl Ehrenberg

De Volva werd geacht als mens een rechtstreekse afstammingslijn te hebben van de oudste entiteiten, de Jötun, net zoals de Goden.
Gullveig kon spá 'volu vel spá' 'volva goed in spá' (voorspellen). Ook wordt zij het plezier van kwade vrouwen genoemd, wat suggereert dat zij een heks (fordodha) was. Er wordt gedacht dat Heiðr een alternatieve naam voor Gullveig is.
In de Völuspá is de Volva aan het woord om aan oppergod Odin zelf inzicht en kennis te verschaffen omtrent zijn schepping en hoe het deze zal vergaan. De Volva roept beelden op van de negen vroegere wereldbomen, het aardestelsel is het tiende na de ijsreus Ymir. In de Völuspá wordt het verschil uitgelegd tussen twee vala (zij ziet veel; ik zie meer).
In Hyndluljóð ontmoet de godin Freya de Völva Hyndla en rijden ze samen naar het Walhalla.
In Baldrs draumar gaat de oppergod voor een droomverklaring te rade bij een dode Völva (zie ook Hel en Garmr).
De reus Hrungnir schept in Asgaard op en laat zich door Freya bedienen als hij te veel bier heeft gedronken. Thor wordt woedend. De reuzen maken een reus van modder om Rungner in zijn strijd tegen Thor bij te staan. Ze noemen de modderreus Mökkurkalfi, hij krijgt het hart van een merrie. Mockerkalfe verliest veel water als hij Thor ziet naderen. Thor en Rungner slingeren op de grens van Asgard en Jotunheim de hamer en bijl, waarna de bijl van Rungner in tweeën breekt. Eén helft verspreidt zich over de aarde (dit werden magneetstenen) en de andere helft raakt het hoofd van Thor. Gróa (groei) probeert het deel van de bijl door middel van magisch gezang te verwijderen. Thor vertelt dan hoe hij de vroegere reus Örvandel (Orion) redde en door dit verhaal vergeet Groa haar toverspreuken. De stenen bijl zit nog altijd vast in de schedel van Thor.

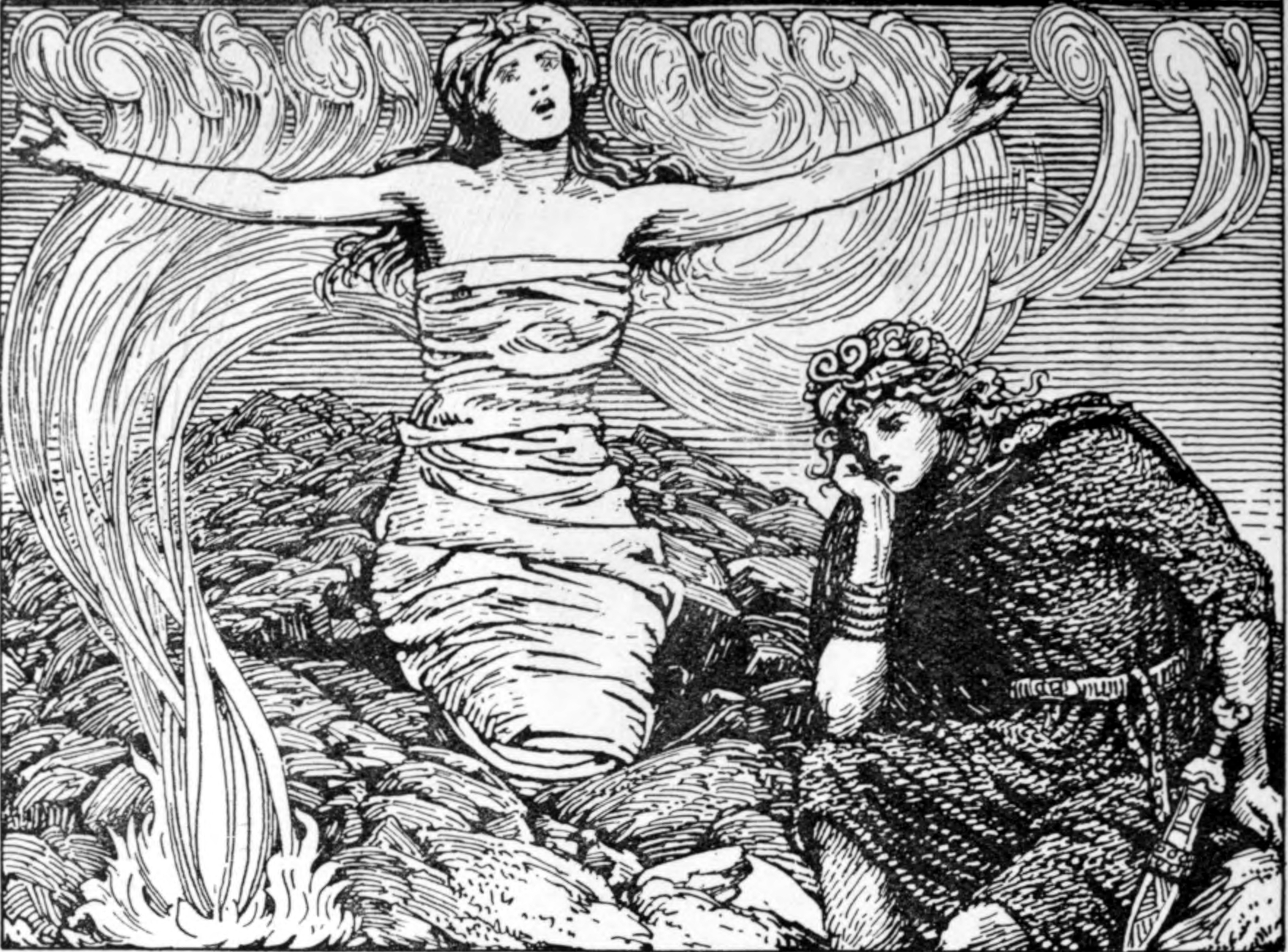
De Völva Gróa en haar zoon bij de grafheuvel (1908) door W.G. Collingwood

In Grogaldern worden de noodzakelijke eigenschappen opgesomd die een kandidaat voor de inwijding moet hebben verkregen. Svípdag moet van zijn stiefmoeder Skaði een onmogelijke opdracht uitvoeren, hij moet toegang krijgen tot de zaal van Menglad (zij die een juweel bezit, een naam voor Freya, eigenaar van Brisingamen - de mensheid). Svípdag roept de hulp in van zijn dode moeder Groa (kan het je niet schelen dat je je zoon hebt gedwongen om naar de grafheuvel te komen). Ze staat op uit de wereld der doden om de negen beschermende toverformules toe te zingen en zegt dat zelfs Skuld tevreden zal zijn. Fjölsvinnsmál vormt een geheel met Grogaldern.

## Vroege historische verwijzingen

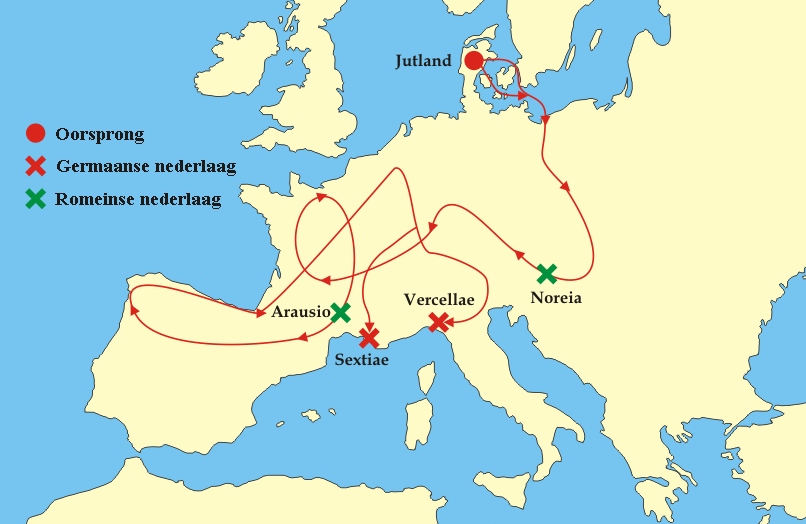
Migraties van Kimbren en Teutonen door Europa

De vroegste beschrijving van dergelijke vrouwen komt men tegen in de Romeinse verslagen over de Germaanse Cimbri (Kimbren) die uit het noorden waren afgezakt. Hun priesteressen waren oudere, in het wit geklede vrouwen. In oorlogsomstandigheden offerden zij gevangengenomen vijanden en sprenkelden hun bloed (zie Blót) om er komende gebeurtenissen mee te voorzien.
In zijn Commentarii de Bello Gallico (1, 50) schrijft Julius Caesar in het verloop van de botsingen met Germaanse stamleden onder Ariovistus (58 v.Chr.):

Toen Caesar navraag deed naar zijn gevangenen, voor wie Ariovistus niet tot een overeenkomst was geraakt, ontdekte hij als reden- dat het bij de Germanen de gewoonte was dat hun matronae uitspraak deden op basis van het lot en van divinatie of het dringend was om al dan niet de strijd aan te gaan; en dat ze hadden gemeld, "dat het niet de wil van de hemel was dat de Germanen op verovering zouden gaan, als zij zich voor volle maan in de strijd zouden werpen."
Ook Tacitus maakt melding van vrouwelijke profeten bij de Germaanse volken. In zijn Historiae 4,61 heeft hij het met name over een zekere Veleda
[...] volgens een oud gebruik kenden de Germanen veel van hun vrouwen profetische gaven toe, en naarmate het bijgeloof toenam, zelfs feitelijke goddelijkheid.
Tijdens de Bataafse Opstand kreeg Veleda het buitgemaakte vlaggenschap van Cerialis overhandigd.
Jordanes verhaalt in zijn Getica (XXIV:121) over Gotische Völvas Aliorumnas geheten. Deze vrouwen waren ooit door koning Filimer verbannen, toen de Goten zich in Oium (Oekraïne) hadden gevestigd. De naam is waarschijnlijk een verbastering van het Gotisch Halju-runnos, dat "hel-renners" zou betekenen. Deze Völvas waren gedwongen om ver weg een nieuwe verblijfplaats te zoeken. Volgens dit verhaal verwekten zij de Hunnen.
De Lombardische geschiedschrijver Paulus Diaconus, die in Zuid-Italië stierf in de jaren 790, ging prat op zijn eigen afkomst en beschreef hoe ooit zijn volk (Longobarden) vanuit Zuid-Scandinavië waren weggetrokken. Hij maakt melding van een conflict tussen de oude Lombarden en de Vandalen, die zich tot de god Odin (Godan) wendden, terwijl Gambara, de moeder van de twee Lombardische stamhoofden Ibor en Aio, Frea (Freya/Frigg) bleef aanhangen. Maar Frea hielp Gambara om Odin beet te nemen, en dankzij de goede relatie van Völva Gambara met de godin, won haar volk de strijd.
Een gedetailleerd ooggetuigenverslag van een mensenoffer door de hand van wat een Völva zou kunnen zijn geweest, wordt gegeven door Ahmad ibn Fadlan als deel van een ambassadeverslag aan Wolga-Bulgarije uit 921. In zijn beschrijving van de begrafenis van een stamhoofd, komt een slavenmeisje voor dat bereid is met haar meester te sterven. Na tien dagen festiviteiten wordt ze doodgestoken, door drank bedwelmd, door een oudere vrouw (een soort priesteres naar wie als 'Doodsengel' wordt verwezen) en wordt ze mee met de overledene in zijn boot gecremeerd.

## Vikingen

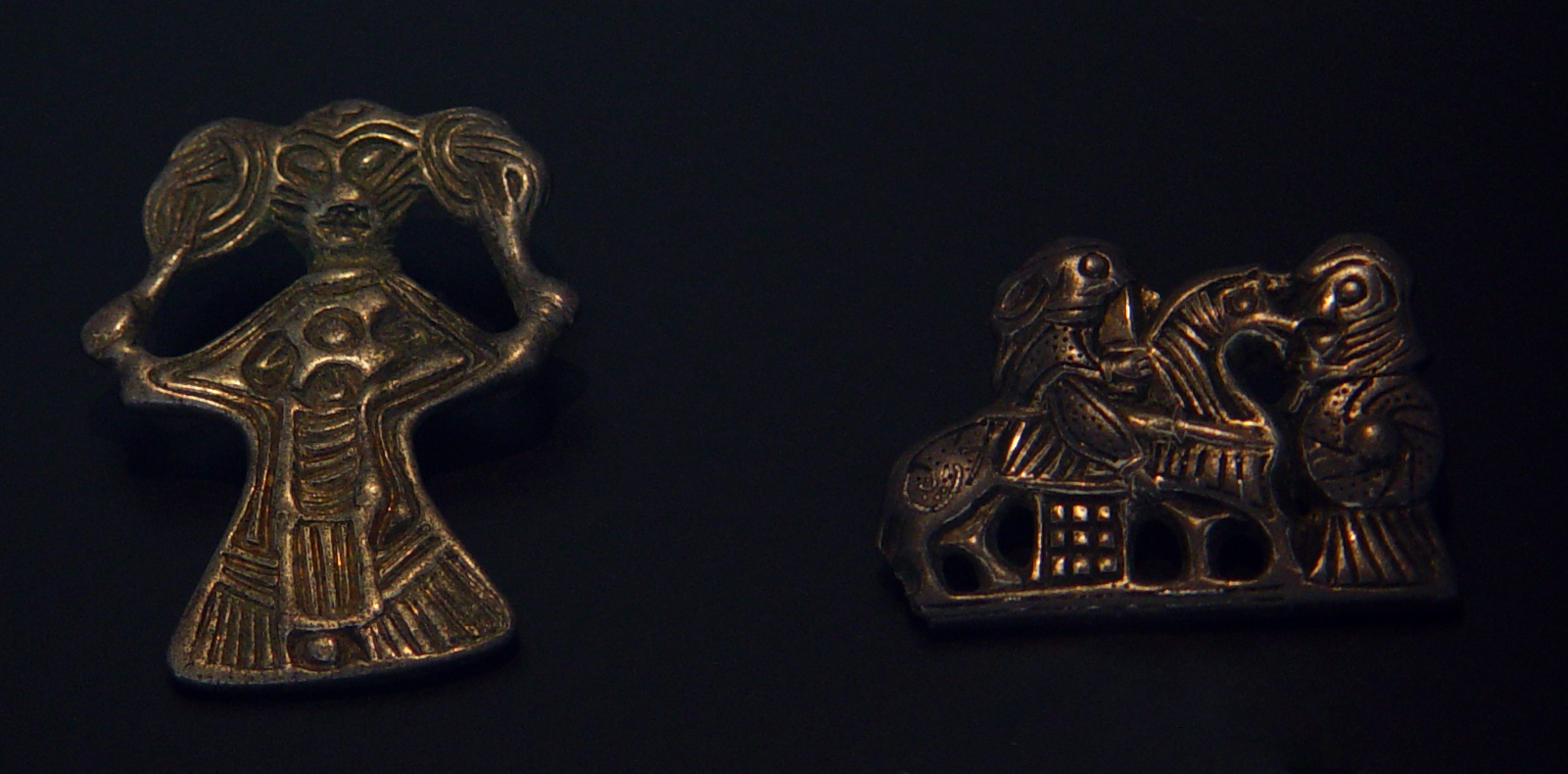
Zilveren hangers (in de vorm van Valkyrie en persoon op paard die persoon met schild bezoekt), Nationalmuseet

In de Vikingsamenleving was de Völva een oudere dame die zich had ontdaan van de sterke banden met de familie, waar vrouwen in die gemeenschap normaal door omgeven waren. Ze bereisde het land, meestal gevolgd door een schare jongeren, en er werd in tijden van crisis beroep op haar gedaan. Haar gezag was enorm en ze rekende haar diensten ruimschoots aan.
Verder waren er ook veel aristocratische Vikingdames die Freya wilden dienen en haar in Midgard vertegenwoordigden. Ze trouwden krijgsheren die Odin als rolmodel hadden, en vestigden zich in ruime hallen die de wereldse voorstelling van Walhalla vormden. In die hallen werden schitterende feesten gehouden met geritualiseerde maaltijden, en de bezoekende hoofden kunnen worden vergeleken met de einherjar, (de gevallen krijgers die moedig hadden gevochten en nu drankjes van de Valkyries kregen.)

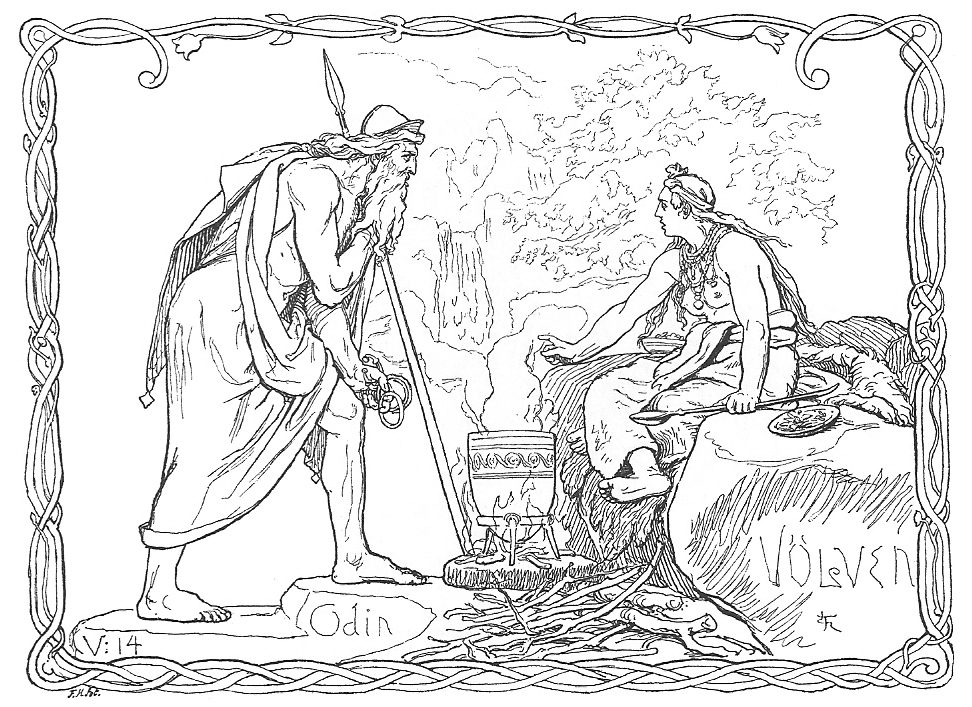
"Odin (met ringen) bij de Völva" (1895) door Lorenz Frølich

Maar de taak van de huismeesteressen beperkte zich niet tot het laten opdienen van feestmalen voor de bezoekers. Ze waren ook verondersteld deel te nemen in oorlogszaken door hun kunde met de magische weefstok, wanneer hun echtgenoten uit vechten waren. Onderzoekers geloven niet langer dat deze dames thuis passief zaten te wachten, en er zijn bewijzen gevonden voor hun magische praktijken in zowel archeologische opgravingen als in Oudnoordse literatuur zoals de Darraðarljóð.
In ruil voor haar kennis en kunde werd zij onderhouden en beloond door de stammen en hun aanvoerders:
De legeraanvoerder schonk mij ringen en halsbanden, in ruil voor
mijn wijsheid en zienerskunst: ver kan ik zien, ver zie ik in iedere wereld.
- [Edda Völuspá, 28]
Het is moeilijk om onderscheid te maken tussen de aristocratische hofdame en de rondtrekkende Völva, maar Oudnoordse bronnen stellen de Völva voor als professioneler. Bovendien trok zij van plaats tot plaats om haar kunde tegen vergoeding aan te bieden.
Deze Völva genoot zelfs hoger aanzien dan de aristocratische hofdame, al waren beiden uiteindelijk op de goede wil van de krijgsheer aangewezen, die zij dienden. Als ze met een krijgsheer waren verbonden, dan hing hun gezag af van hun individuele kennis en kunde en de geloofwaardigheid daarrond.

### Sagen

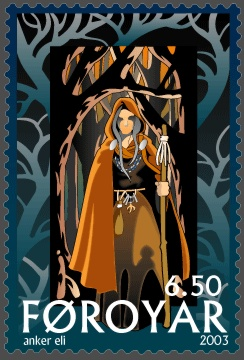
Afbeelding van een Völva op een Faeröer postzegel door Anker Eli Petersen (2003).

Er zijn verschillende saga overgeleverd, waarin haar rol in de samenleving wordt beschreven.
Zo specificeert in Flateyjarbók, tegen het einde van Norna-Gests þáttr, Norna-Gest dat "spákonur de wereld rond trokken en mensen hun lot voorlazen."
De Sage van Erik de Rode verhaalt hoe de Groenlandse kolonisten rond het jaar 1000 hongersnood kenden. Om zich op de toekomst voor te bereiden deden ze beroep op Völva Þórbjörgr. Voor zij aankwam werd het hele huis zorgvuldig schoongemaakt en in gereedheid gebracht. De hoge stoel, die anders voor de huiseigenaars was gereserveerd, werd met ligkussens bedekt voor haar.
De Völva verscheen tegen de avond en ging gekleed in een blauwe of donkere kapmantel, met edelstenen tot aan de zoom, en hij reikte tot haar enkels. In de hand hield ze de wolstok, de symbolische toverstaf (seiðstafr), die met koper was versierd en met edelstenen op de knop.
In Örvar-Odd's Saga, draagt de seiðkona ook zo'n blauwe of donkere mantel en een spinrok. De kleur van de mantel kan minder belangrijk zijn dan het feit dat daarmee het anders zijn van de seiðkona werd benadrukt.
De Sage van Erik de Rode beschrijft verder dat de zieneres Thorbjörg op Groenland een halssnoer droeg met glazen kralen, en een kap op het hoofd uit zwart lam, gezoomd met witte kattenpels. Rond de pols droeg ze een zachtleren (amadou) armband met daaraan bevestigd een tas met snuisterijen die ze bij haar seiðr gebruikte. Aan haar voeten droeg zij kalfsleren schoeisel met veters met koperen knoppen aan het uiteinde. Ze droeg handschoenen van witte kattenpels en gevoerd van binnen.
Toen de Völva de kamer binnentrad werd ze met groot eerbetoon ontvangen door de bewoners en dan naar de hoge stoel geleid, waarna ze schotels voor zich kreeg die speciaal voor haar waren bereid. Ze at een soort geitenmelkpap en een bord gekookte harten van verschillende dieren van het erf. Ze gebruikte daarbij een koperen lepel en een mes waarvan de punt was afgebroken.
De Völva bleef op de hoeve overnachten en de volgende dag was voorbehouden voor haar dans. Om de seiðr te dansen had ze speciaal gerei. Eerst ging ze op een speciaal daarvoor opgericht podium staan en dan kwam een groep jongere vrouwen om haar heen zitten. Deze jongere vrouwen zongen gezangen die speciaal bedoeld waren om de krachten op te roepen waarmee de Völva wou in verbinding treden. De sessie bleek succesvol aangezien de Völva er ver door in de toekomst kon kijken, en de hongersnood werd afgewend.
Ook in de proloog van de Proza Edda is een Völva aan het woord. Daar wordt de afkomst van Sif uiteengezet, die als vrouw aan Thor was toegekend, en daar wordt gezegd dat zij een spákona was.
Snorri brengt Sif hier in verband met de orakelzieneres Sibille.
De skalden maken onderscheid tussen drie verschillende soorten magie (seiðr, galdr en het lezen van de runen).

### Archeologische aanwijzingen

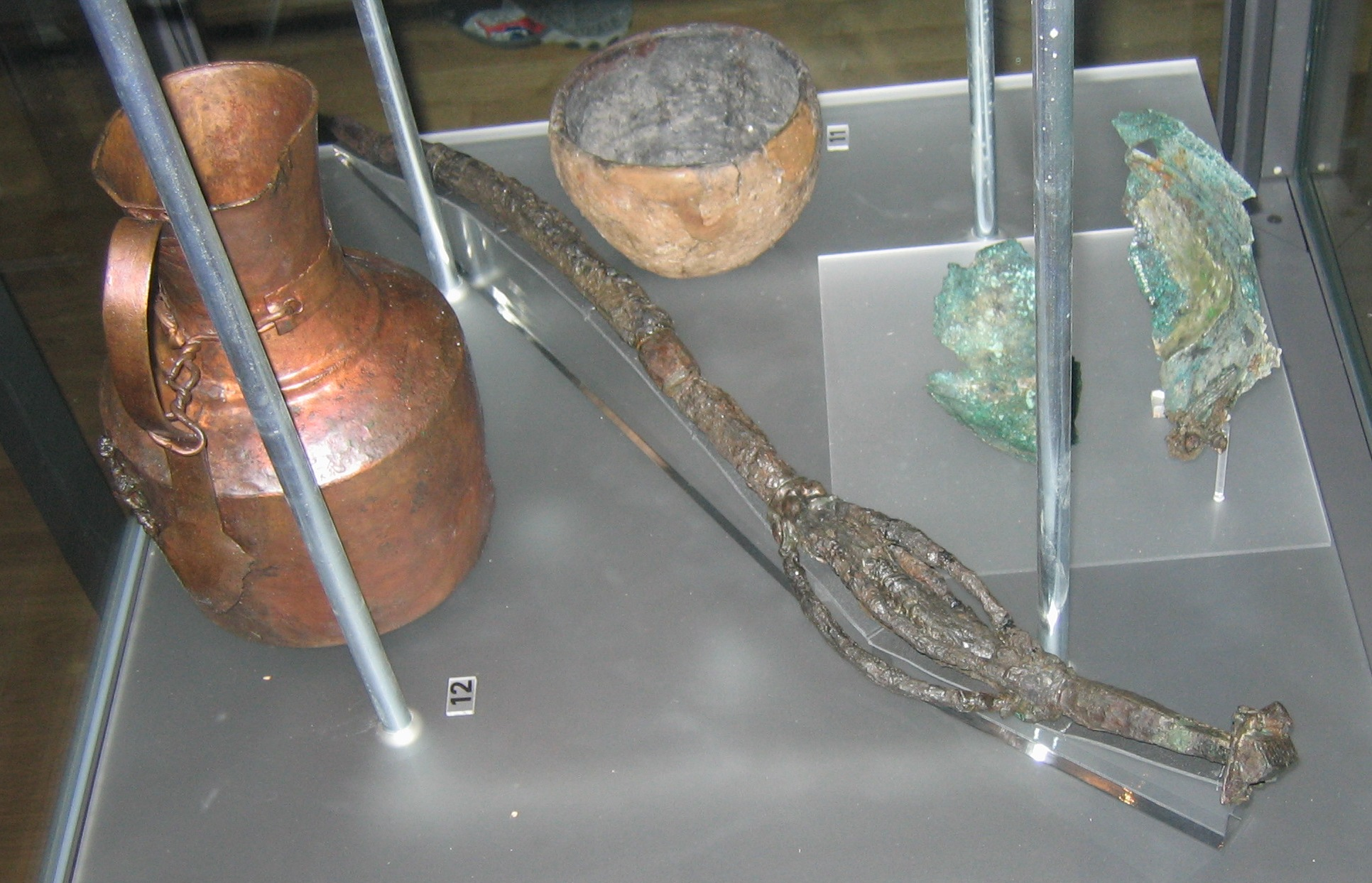
Vondsten uit een Völvagraf in Köpingsvik, Öland. Er is een 82 cm lange spinrok van ijzer met bronzen details met een uniek model van een huis bovenop. Er is ook een kruik van Perzische of Centraal-Aziatische oorsprong, en een West-Europese bronzen mengkom. Zij was gekleed in een berenvacht en had een scheepsgraf met menselijke en dierenoffers gehad. De vondsten staan tentoongesteld in het Zweeds Museum voor Nationale Oudheden in Stockholm.

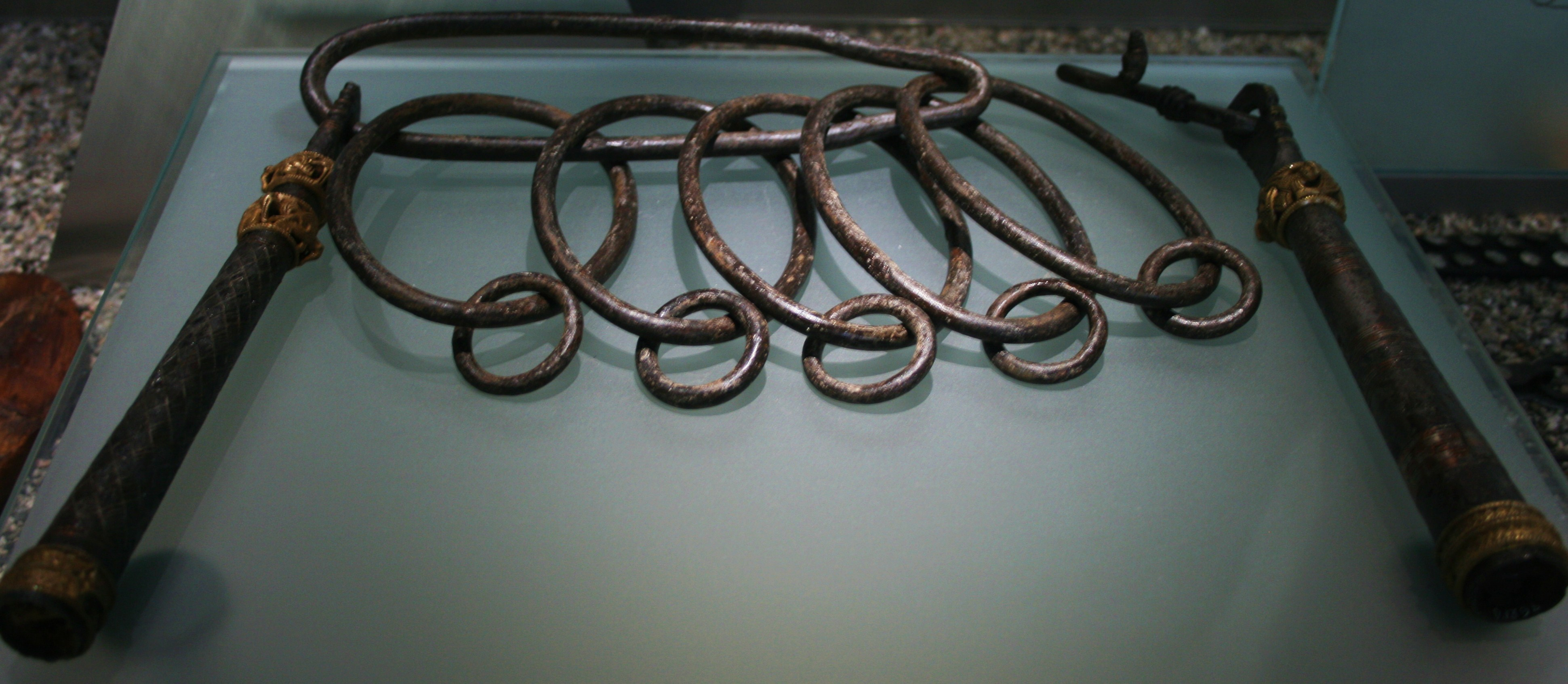
Metalen ratel uit het Osebergschip

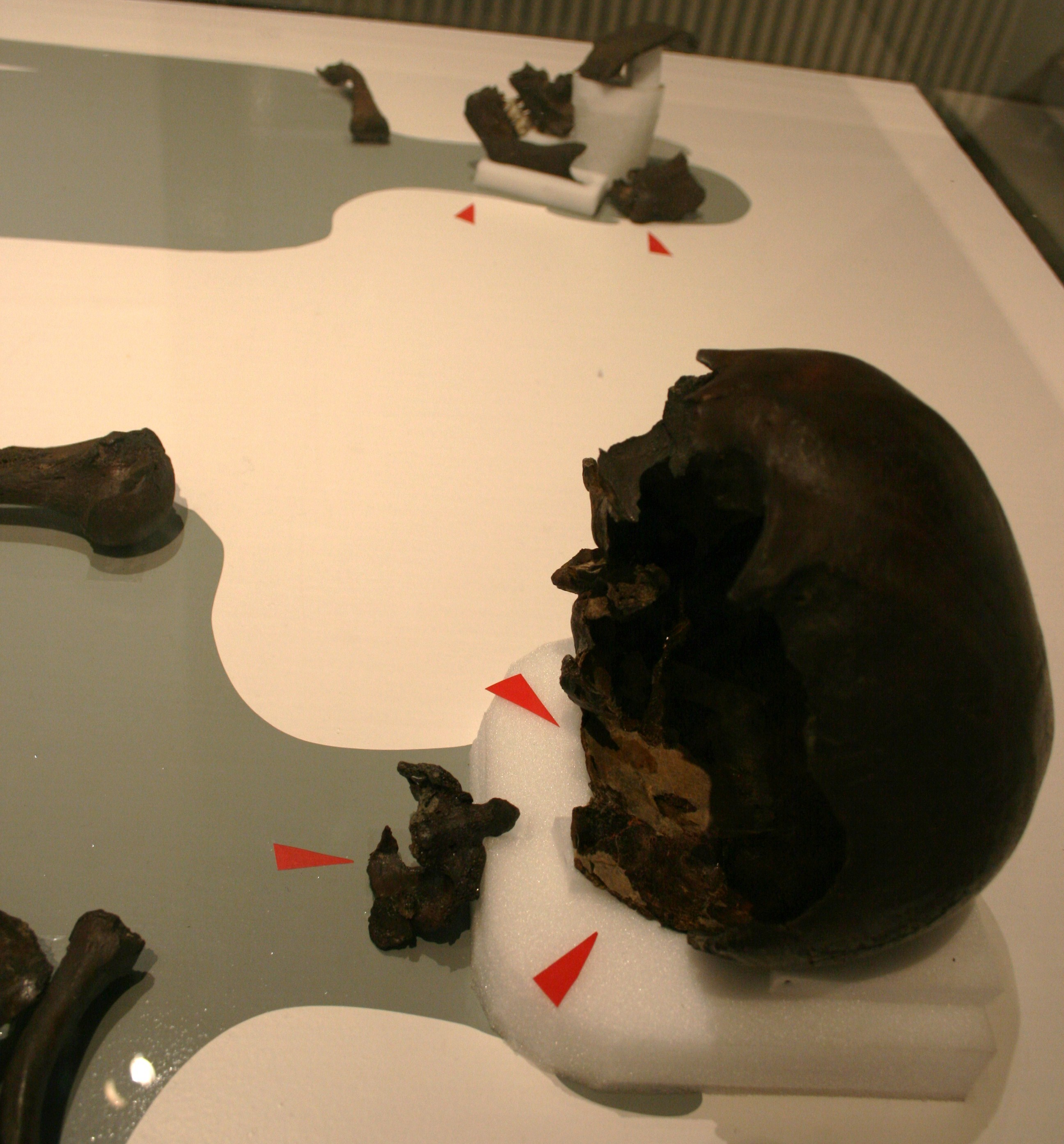
De overblijfselen van twee edelvrouwen (Osebergschip), klik op afbeelding voor meer detail

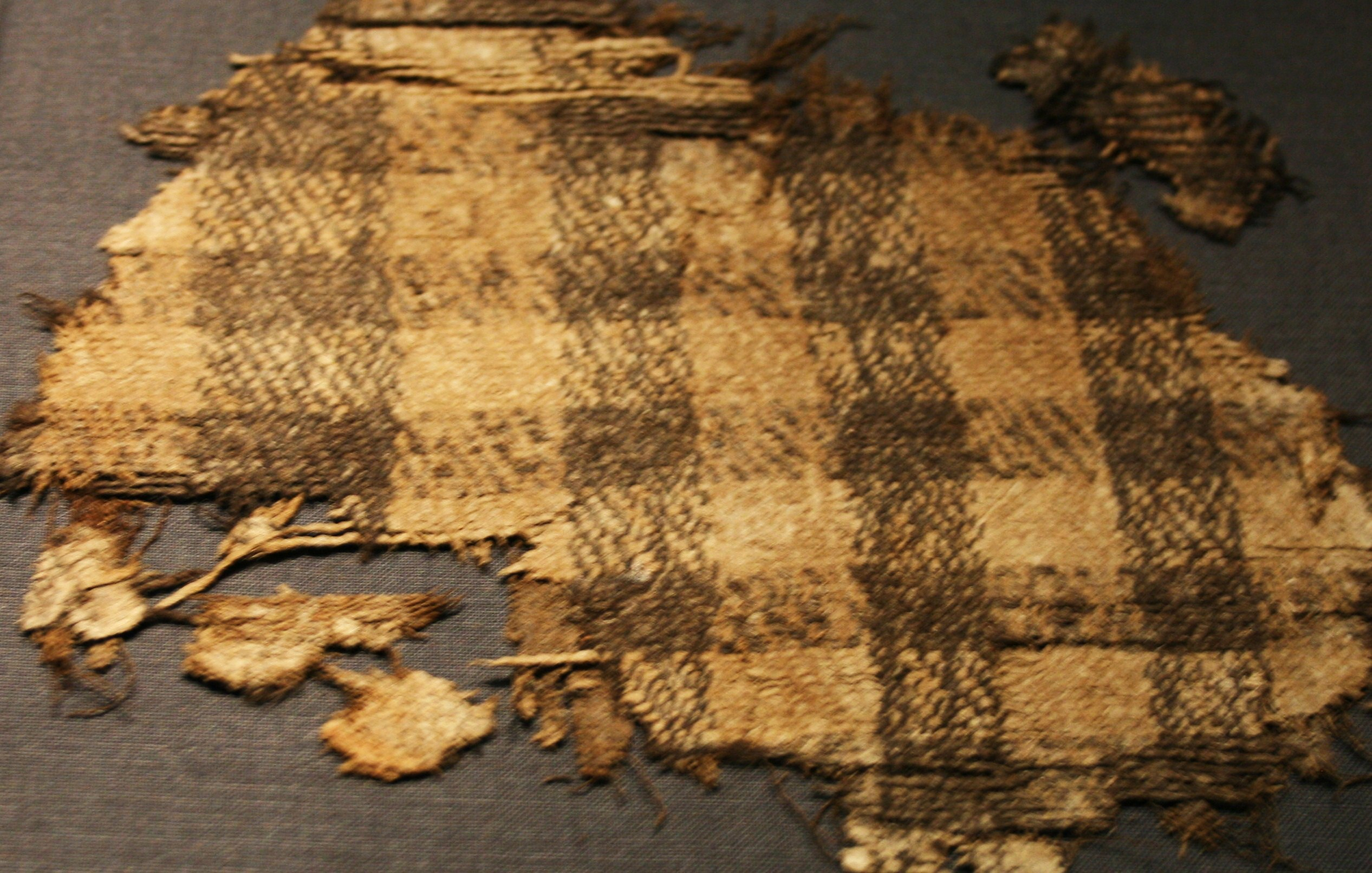
Textiel uit het Osebergschip

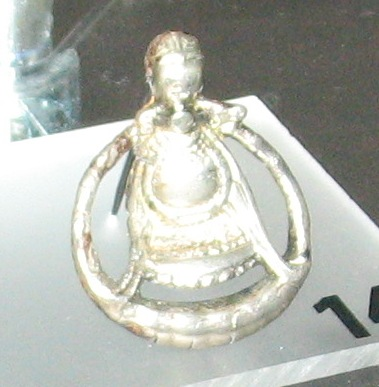
Deze zilveren hanger, toont een godin met een groot halssnoer en ligt in het Zweeds Museum voor Nationale Oudheden in Stockholm.

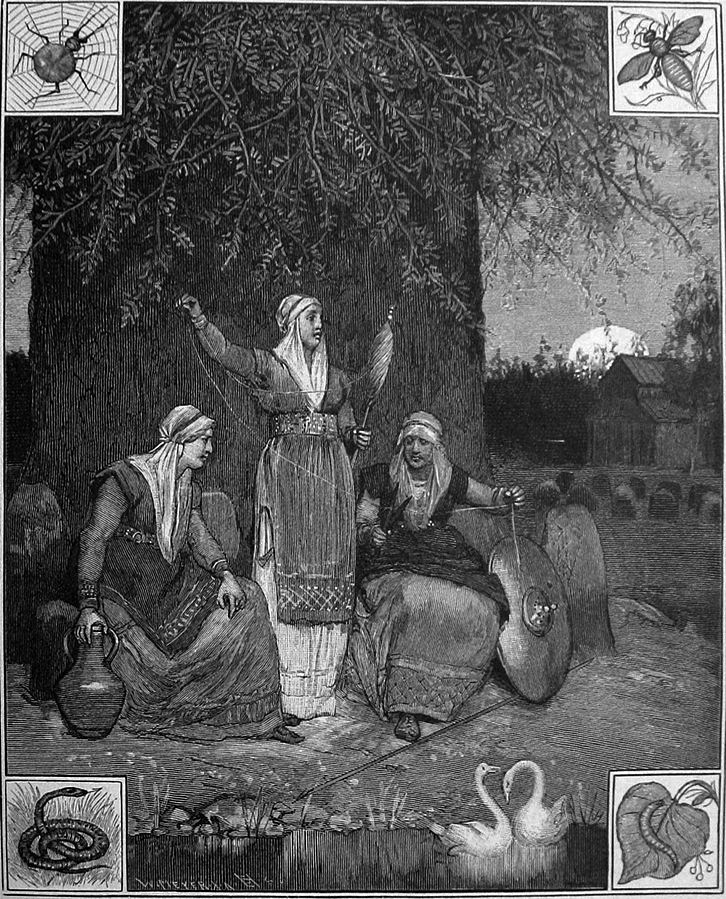
De drie Nornen spinnen de levensdraad door L.B. Hansen

In een veertigtal graven hebben Scandinavische archeologen spinrokken teruggevonden, meestal in rijke graven met waardevolle grafgiften, hetgeen aantoont dat de Völvas tot de hoogste laag van de samenleving behoorden.

#### Het Fyrkatgraf in Denemarken
Een voorbeeld hiervan vinden we in Fyrkat. Dit Deens graf blijkt een van de rijkste uit de omgeving. Zij was in een wagen begraven waar de wielen van verwijderd waren. Ze was volledig in wat waarschijnlijk een lang kleed was gekleed. Rond de tenen waren teenringen, wat er zou op wijzen dat ze zonder schoenen of in sandalen was begraven, zodat de ringen zichtbaar waren.
Aan het hoofd lag een Gotlandse gesp die als doos voor snuisterijen kan zijn gebruikt, en ze bezat ook voorwerpen uit Finland en Rusland. Aan haar voeten lag een doos met daarin haar tovervoorwerpen, zoals de braakbal van een uil en kleine beentjes van vogels en zoogdieren, en in een tas zat zaad van bilzekruid. Wanneer dergelijke zaden in het vuur worden geworpen, produceren ze een hallucinogene rook, die een gevoel geeft van te vliegen.
Er lag een zilveren amulet in het graf, die een stoel gemaakt uit een stronk voorstelde. Als dergelijke kleine stoeltjes in een graf worden aangetroffen, dan wijst dat altijd op een vrouw, het zou kunnen dat het voorstellingen waren van bijvoorbeeld het platform waarop de Völva haar rituelen uitvoerde, en Hlidskjalf de troon vanwaar Odin over de wereld uitkeek.

#### Het Osebergschip in Noorwegen
Een ander opvallend graf (zie ook grafheuvel en bootgraf) was de Osebergschip begrafenis in Noorwegen, die twee dames te beurt viel als zeer somptueuze ter aarde bestelling.
De ene vrouw was hoogstwaarschijnlijk een hooggeplaatste dame die wist om te gaan met seid aangezien ze met een houten spinrok was begraven.
In het ander graf lagen ook vier zaadjes van de cannabisplant, die waarschijnlijk in de kussens hadden gezeten die de lichamen ondersteunden. Nog meer hennepzaadjes zaten in een klein lederen tasje.

#### Hagebyhöga in Zweden
Rond 1000 v.Chr. werd in het Zweedse Hagebyhöga (Östergötland) een Völva met grote pompe ten grave gedragen.
Ze werd niet alleen met haar spinrok begraven, maar had ook nog grote geschenken meegekregen, waaronder haar paarden en wagen, en een Arabische kruik. Er bevond zich ook een zilveren hangertje onder de grafgiften dat een dame met een grote halsketting voorstelt. Dit soort halssnoer werd enkel door de meest prominente dames gedragen in de IJzertijd en men heeft er de interpretatie aan gegeven van Freya's meest geliefd kleinood, Brísingamen. Het hangertje zou de godin zelf kunnen voorstellen, de meest prominente Völva van allen.

#### Birka gemengd graf in Zweden
In Birka, werden een Völva en een krijgsheer ooit tezamen begraven. Boven de lichamen lag een speer om het overleden koppel aan te wijzen aan Odin.
Waarschijnlijk hadden zij Freya en Odin gediend, beiden oorlogsgoden, en hij had dat met zijn speer gedaan en zij met haar toverstok.

### Toverstok en weven
Theoretisch konden onzichtbare veters en banden vanaf een weefgetouw worden gecontroleerd, en als een dame een knoop in het weefsel losmaakte, dan kon ze daarmee het been van haar held vrijmaken.
Maar als ze een knoop aantrok, dan kon ze de vijand zijn beweging laten stoppen.
De mannen mochten dan wel de fysieke strijd in zweet en bloed uitvechten op het slagveld, maar op een spirituele manier namen hun vrouwen er mee aan deel.
Het is dan ook niet toevallig dat archeologische vondsten van weefgerei en wapens zij aan zij worden gedaan.
Een spinrok bezat magische kracht. In de wereld van de goden waren het de Nornen die de draden van het lot samenweefden. In Helgakviða Hundingsbana I kwamen Nornen aan bij de geboorte van Helgi Hundingsbane en sponnen er zijn lot bijeen als hald. Het zou kunnen dat deze Nornen niet zomaar bovennatuurlijke wezens waren, maar Völvas.
Veel spinrokken die gevonden zijn bij opgravingen hebben een mandachtige vorm bovenop, en ze lijken sterk op de spinrokken die voor het weven van linnen worden gebruikt.
Een theoretische uitleg voor de oorsprong van het woord seiðr is "draad gesponnen met een spinrok", en volgens deze theorie was het toepassen van magie het uitzenden van spirituele draden. Aangezien de Noorderlingen geloofden dat de Nornen het lot van de mensen bepaalden door te spinnen, is het heel waarschijnlijk dat ze het mogelijk achtten het individuele lot te beïnvloeden volgens dezelfde methode.
De Nornen worden beschreven in de Völuspá:
drie meisjes komen
met veel wijsheid
uit de woning
onder die boom
Urd heet de ene
de andere Verdandi
-zij sneden de runen-
Skuld heet de derde
zij voorspelt de toekomst
bestemmen het leven
voor de stervelingen
hun lot in de strijd
De Nornen beheren de levensdraad door te vlechten, te weven of te zingen.
Het is wel geen toeval, dat vrouwen "vredesweefsters" worden genoemd in Beowulf. Omdat Freya de eerste oorlog begon, was het aan de Völvas om door magie te bepalen wanneer oorlog moest beginnen. Waarschijnlijk daarom had Harald Blauwtand, die de oorlog met de Romeinse keizer aanging, een Völva bij zich in Fyrkat.

### Seksriten

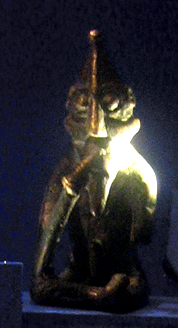
Ithyphallisch Rällinge beeldje, geïnterpreteerd als een afbeelding van Freyr uit de Vikingtijd.

Tegenwoordig nemen onderzoekers algemeen aan dat vruchtbaarheid een integraal deel uitmaakte van de Vikingsamenleving, en de beroemdste vondst om de riten die daarmee verband hielden aan te tonen was een beeldje dat in Rällinge in Zweden gevonden werd aan het begin van de 20e eeuw.
Het uiterlijk geeft aan dat het met vruchtbaarheidsriten had te maken en het wordt doorgaans geïnterpreteerd als de mannelijke kant van Freya, haar tweelingbroer Freyr.
Niet alle spinrokken die zijn opgegraven kunnen als toverstaf worden beschouwd, maar lijken eerder een fallus. Bovendien had het gebruik van magie in de Oudnoordse samenleving te maken met seksualiteit (zie ook seksualiteit in de oudheid).
In het Lokasenna gedicht van de Edda wordt Odin zelf als ergi afgeschilderd, vanwege het belang dat hij stelde in seid, hetgeen aangeeft dat hij werd gezien als onmannelijk, laf en bereid de 'vrouwelijke rol' aan te nemen bij seksuele omgang.
Reeds in 1902 schreef een Duits geleerde (die niet onder zijn naam dorst te publiceren) hoe seid in verband stond met seks.
Hij argumenteerde dat de spinrok een opvallend fallisch symbool was, en waarom zou magie anders voor mannen taboe zijn beschouwd.
Het kon zijn dat degenen die magie toepasten, daarbij seksriten inlasten.
In 1920 werd opgemerkt dat de naam van een mannelijke beoefenaar van seid, Ragnvald Rettilbein, naar zulke praktijken verwees, omdat rettilbein "stijf lid" betekent.
De Völvas waren bekend om hun verleidingskunst, een van de redenen waarom ze als gevaarlijk werden beschouwd.
Een couplet uit de Hávamál waarschuwt tegen seksuele omgang met een vrouw die bedreven is in magie, omdat iemand dan het gevaar loopt in een magische band verstrikt te raken, en bovendien ziek kan worden. Freyja,
die de meesteres van de seid is, geniet een vrij seksleven en dat levert haar in sommige mythen een slechte reputatie.
Een manier om mannen te verleiden was mogelijk het toedienen van verdovende middelen. In Fyrkat toonde het graf van een Völva het gebruik van hennepzaad aan, een drug die niet enkel hallucinogeen, maar ook als krachtig afrodisiacum werkt. Als Freyja de godin van de liefde was in Asgaard, dan was de Völva haar tegenhangster in Midgard.
In Folkvangr worden continu liefdesliederen gespeeld. Sessrumnir bevindt zich daar.

### Andere praktijken
De Völvas konden ook trommels gebruiken gedurende hun sessies, zoals de Samen nog steeds doen. Niet alle Völvas werden door eenzelfde gevolg en met dezelfde voorbereidende zorgen omgeven als Þórbjörgr. Zij konden seiðr alleen toepassen, dat útiseta (letterlijk: 'uitzitten') werd genoemd. Deze praktijk hield blijkbaar meditatie of introspectie in, mogelijk om te voorspellen (divinatie).

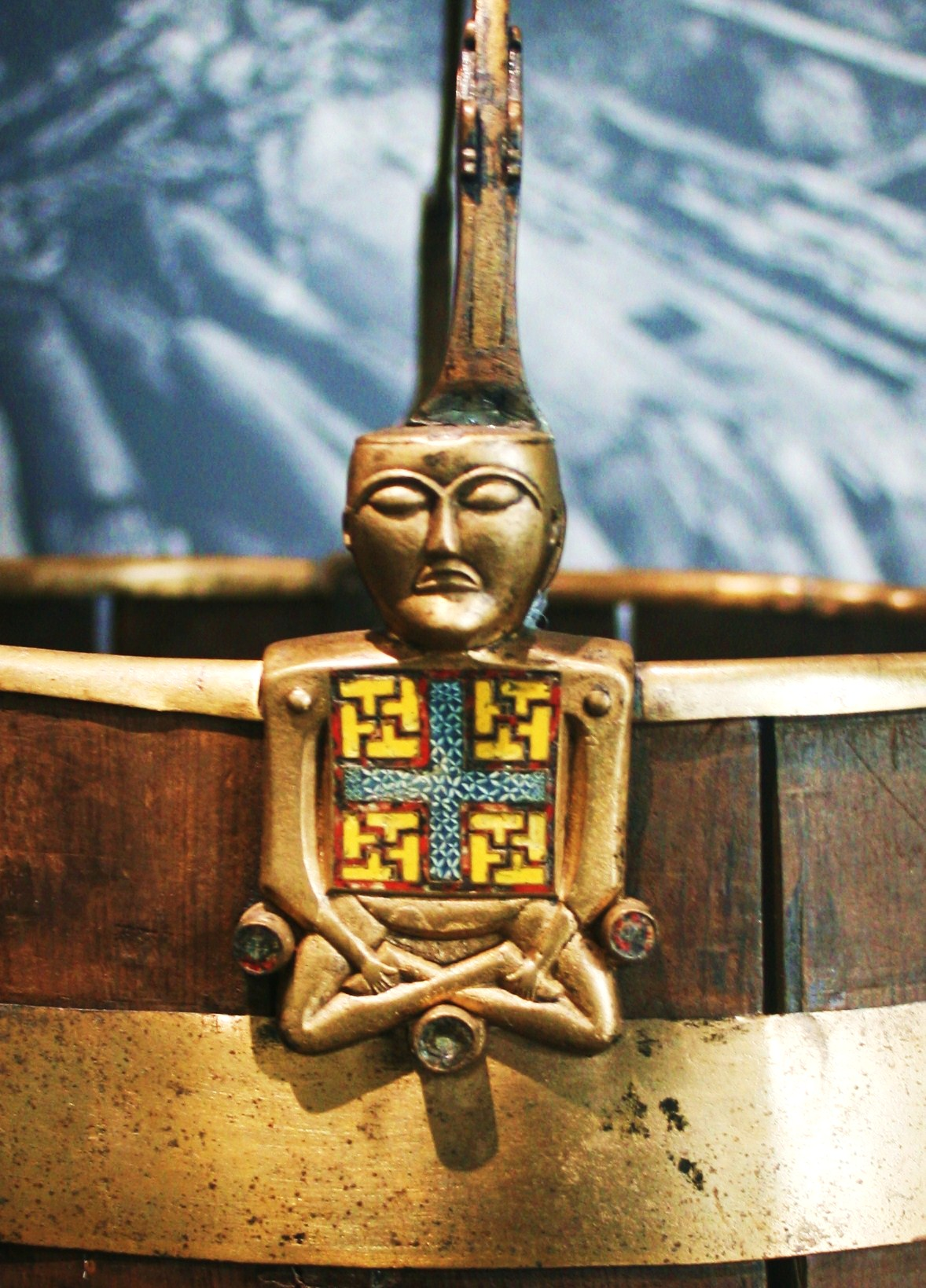
Vondst uit het Osebergschip

Blain (2001) ziet het als een aspect van seidhr dat tot het sjamanisme teruggaat. De term is ontleend aan een 13e-eeuwse IJslandse wetsbepaling waarbij útiseta at vekja tröll upp ok fremja heiðni ("uitzitten om trollen op te wekken en heidense rituelen uit te voeren") buiten de wet werd gesteld. Maar ook al stond in principe de doodstraf op dit soort misdrijf, toch werd nooit iemand ertoe veroordeeld totdat een kleine heksenjacht ook IJsland in de 17e eeuw bereikte. Keyser (1854) beschrijft een "apart soort hekserij [...] waarbij de magiër de nacht buiten doorbracht in de open lucht [...] vooral om de toekomst te voorspellen."

### Mannelijke tovenaars

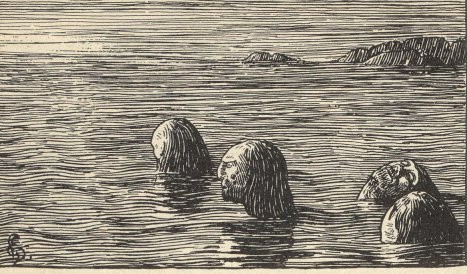
Tijdens de kerstening van Noorwegen, liet koning Olaf Trygvasson seidmen vastbinden en op een scherenkust werpen bij eb (1897, Halfdan Egedius)

Mannen die hekserij of magie toepasten werden niet met hetzelfde respect bejegend, maar als een dier afgeslacht of tot der dood gefolterd " Kalami ", omdat ze zich bezighielden met iets wat tot het domein van de vrouw behoorde.
De Sage van Erik de Rode verhaalt dat Ragnvaldr Rettilbein, een zoon van Harald Fairhair bij de Samenvrouw Snöfrid, seiðmaðr was. De koning liet hem, samen met een groep mannelijke aanhangers, ombrengen door hem in zijn eigen huis op te laten sluiten en het in brand te laten steken.
In Lokasenna, verwijt Loki aan Odin dat hij magie had toegepast op Samsø, wat in die tijd als seksueel pervers werd gezien, ergi.

## Verdwijning

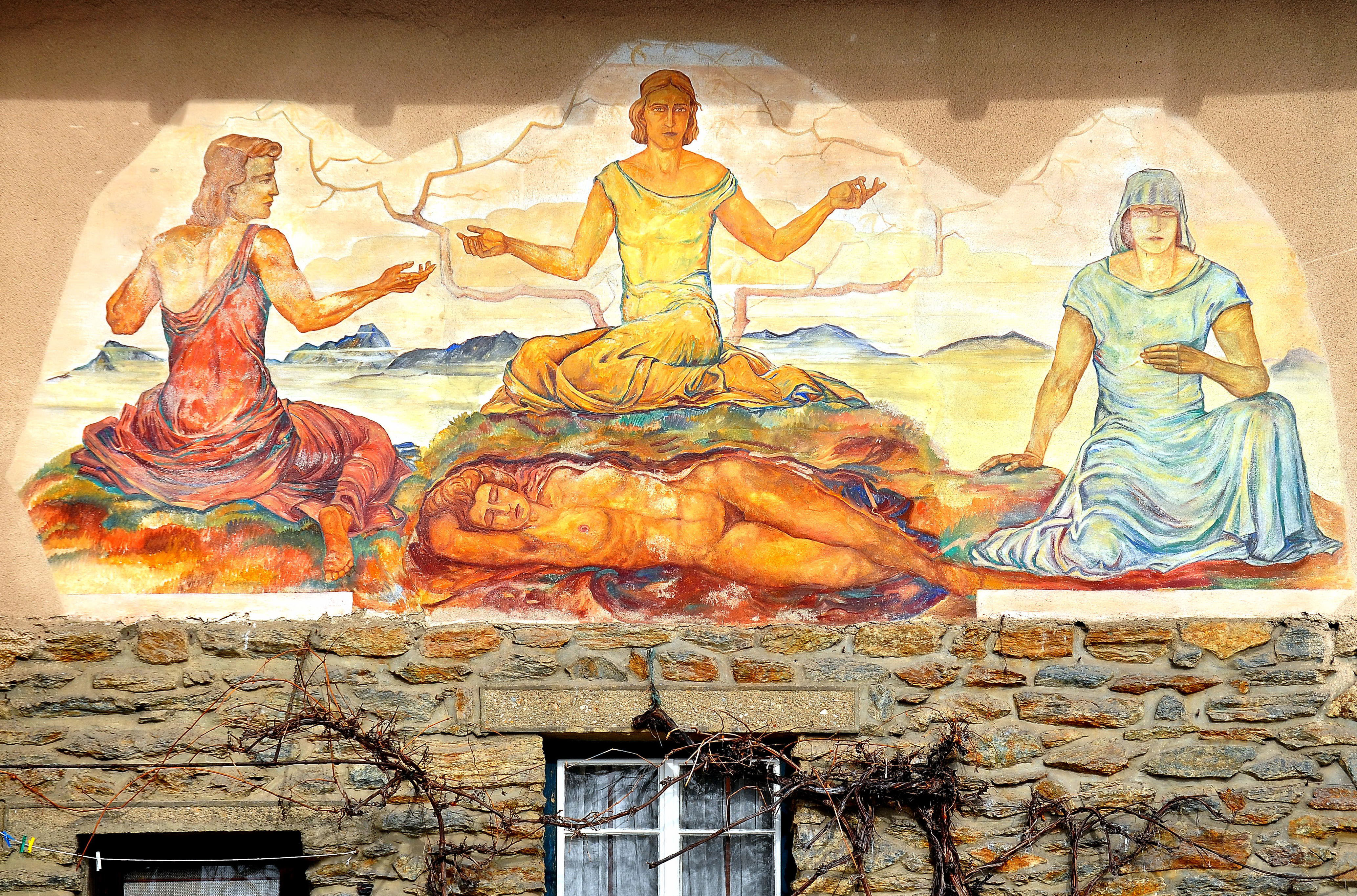
Fresco van de drie Nornen

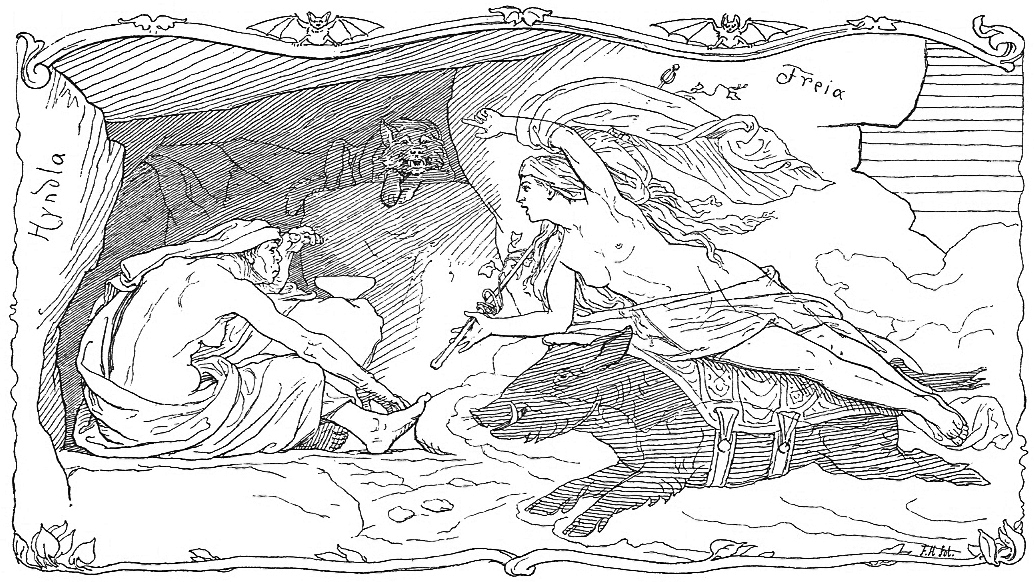
Hyndla en Freya (1895) door Lorenz Frølich, zie ook Freya als strijdgodin

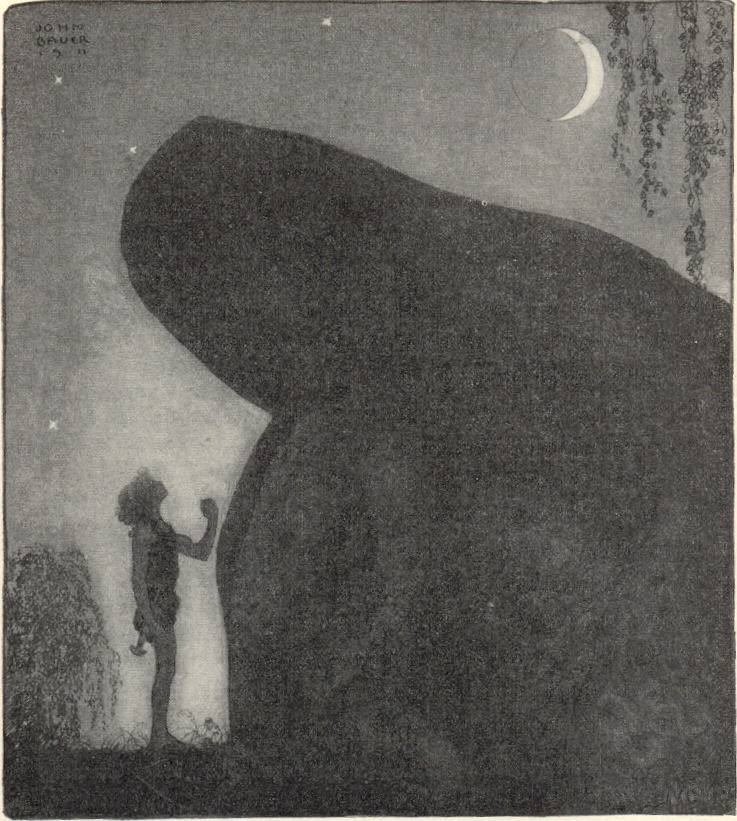
Awake Gróa Awake Mother (1911) door John Bauer

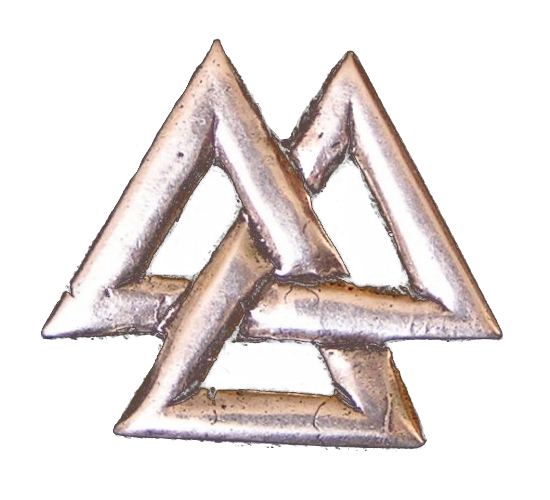
Valknut (als klaverbladknoop); het hart van Vala

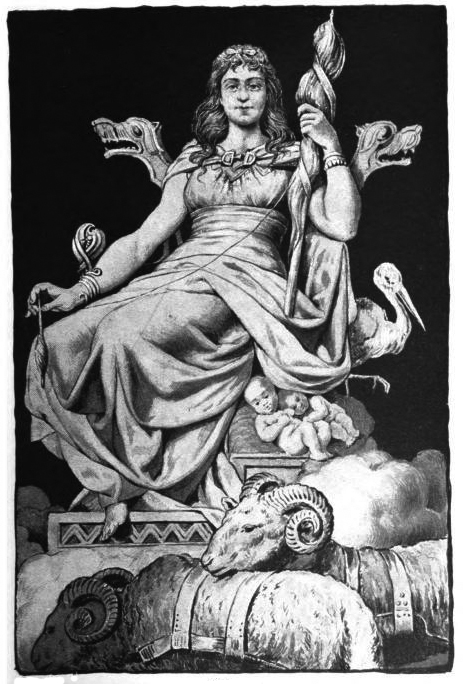
Frigg met spinrok, 1895

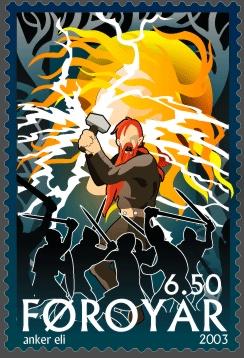
De executie van Gullveig

De verdwijning van de völva's is het gevolg van de wetten die de rooms-katholieke kerk in samenspraak met civiele regeringen tegen hen liet uitvaardigden, zoals in het canoniek recht:
"Indien enige wicca (heks), wiglaer (wichelaar), meineedpleger, morthwyrtha (dodenvereerder) of enige door onreinheid aangetaste, manifeste horcwenan (hoer), ergens in het land is, zullen mannen haar uitdrijven."
"Wij schrijven voor dat elke priester heidendom zal uitroeien en wilweorthunga (bronverering) verbieden, licwiglunga (dodenzangen), hwata (omens), galdra (magie), manverering en de schandelijkheden die mannen plegen in allerlei soorten hekserij, en in frithspottum (letterlijk 'Vredesplekken': omheinde cultusoorden) met olmen en andere bomen, en met stenen, en met veel geesten" (bron: 16e Canonieke wet uitgevaardigd onder Edgar van Engeland in de 10e eeuw.)
Ze werden vervolgd en vermoord in de loop van de periode van de kerstening, en dit leidde tot extreme polarisering van de rol van de vrouw in de Germaanse samenlevingen.
Er is blijkbaar  een heropleving van de tradities van de Völva in Europa en in de VS binnen heidense herstelbewegingen en de christengemeenschap.
Moderne Amerikaanse bijdragen aan deze beweging leveren Yngona Desmond in de zuidoostelijke VS, Diana Paxon aan de West Coast, en Kari Tauring in de Midwest.

## In fictie
De term Spaewife werd als titel gebruikt voor verschillende fictiewerken: Robert Louis Stevensons gedicht "The Spaewife", de historische roman van John Galt The Spaewife: A Tale of the Scottish Chronicles en John Boyce: The Spaewife, or, The Queen's Secret (onder het pseudoniem Paul Peppergrass).

### Melville
Francis Melville beschrijft een spae-wife als een soort elven in The Book of Faeries.
"Niet langer dan een vinger zijn sprookjesachtige spae wives meestal boers gekleed. Maar als ze op de juiste wijze worden opgeroepen, verandert hun kleding van gewoon naar schitterend: een blauwe mantel met edelstenen afgezette kraag en zwarte hoed in lamspels afgezoomd met kattenpels, kalfsleren laarzen, en kattenpelsen handschoenen. Zoals menselijke spae wives kunnen zij de toekomst voorspellen met runen, theeblaadjes en tekens van natuurlijke verschijnselen, en ze zijn goede helers. Men zegt dat ze afstammen van de oprichters van de megalieten."